# Franz von Lenbach
Franz von Lenbach (ur. 13 grudnia 1836 w Schrobenhausen, zm. 6 maja 1904 w Monachium) – niemiecki malarz realistyczny, portrecista.

## Życiorys
Studiował w Akademii Sztuk Pięknych w Monachium. Popularność zdobył dzięki portretom, które tworzył dla osobistości niemieckich schyłku XIX wieku; wykonał m.in. 80 portretów Bismarcka. Pracował też we Włoszech jako profesjonalny kopista dzieł starych mistrzów.
Został pochowany na Cmentarzu Zachodnim w Monachium.

## Galeria

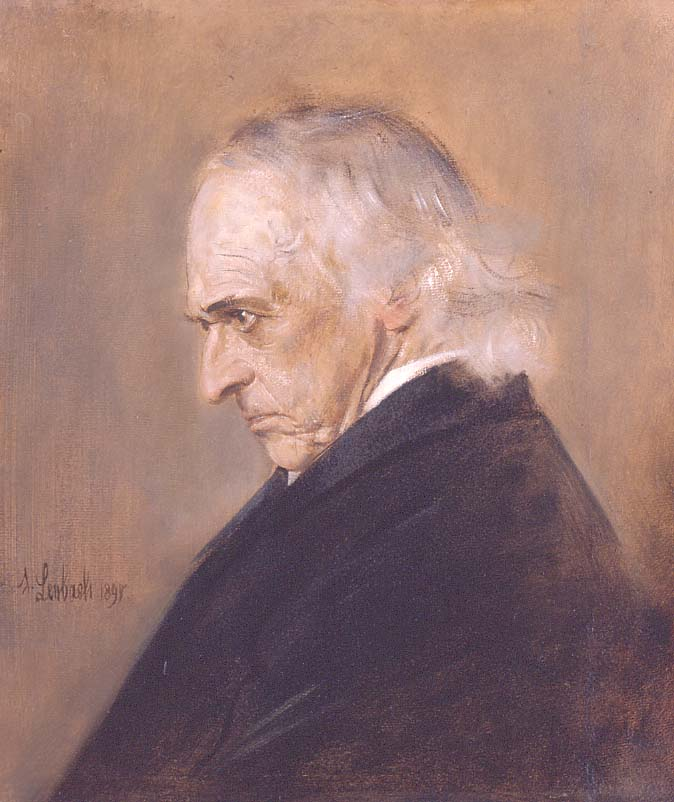
Portret Theodora Momsena, 1897
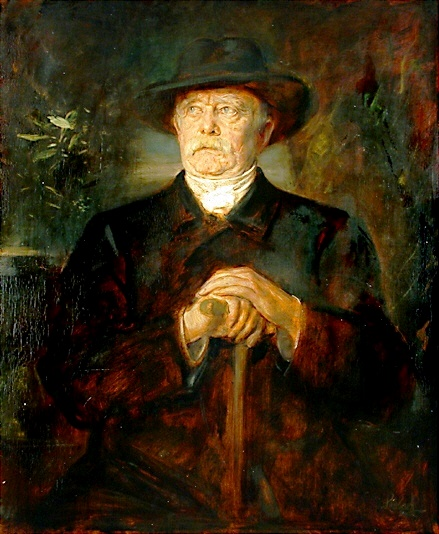
Portret Ottona von Bismarcka
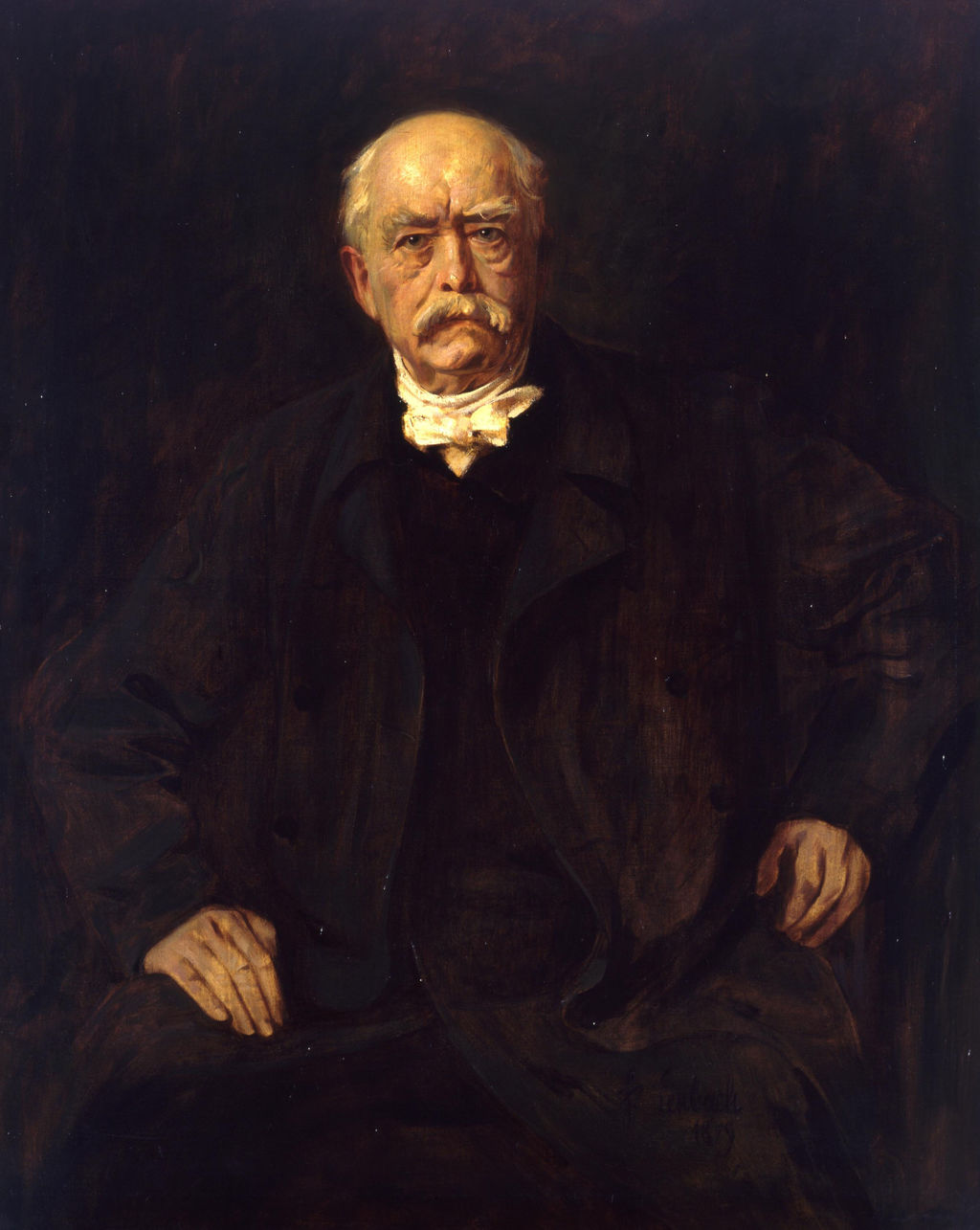
Portret Ottona von Bismarcka, 1879
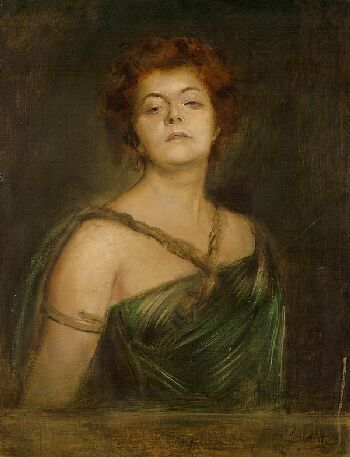
Portret kobiety, ok. 1890
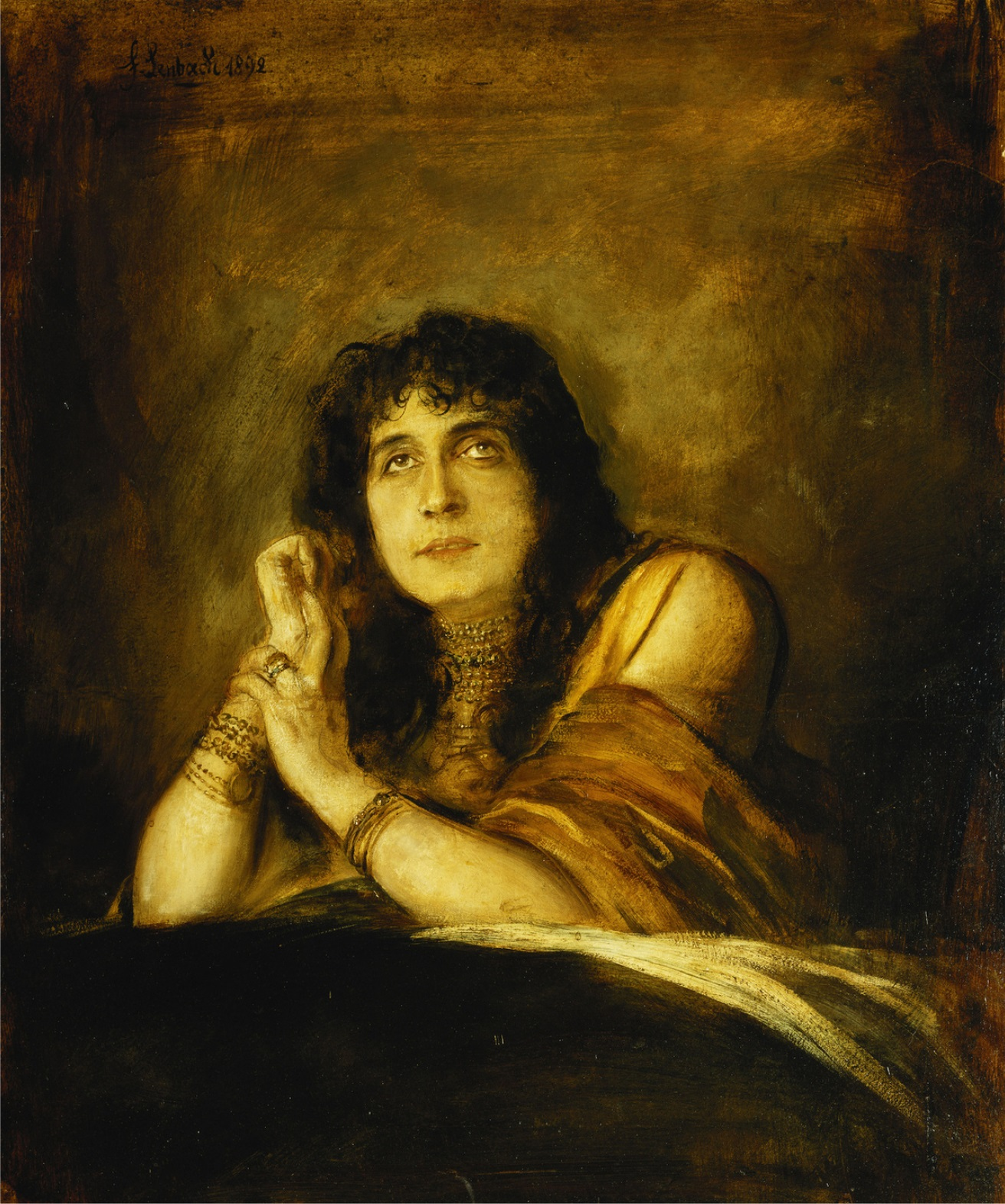
Portret Sarah Bernhardt, 1892
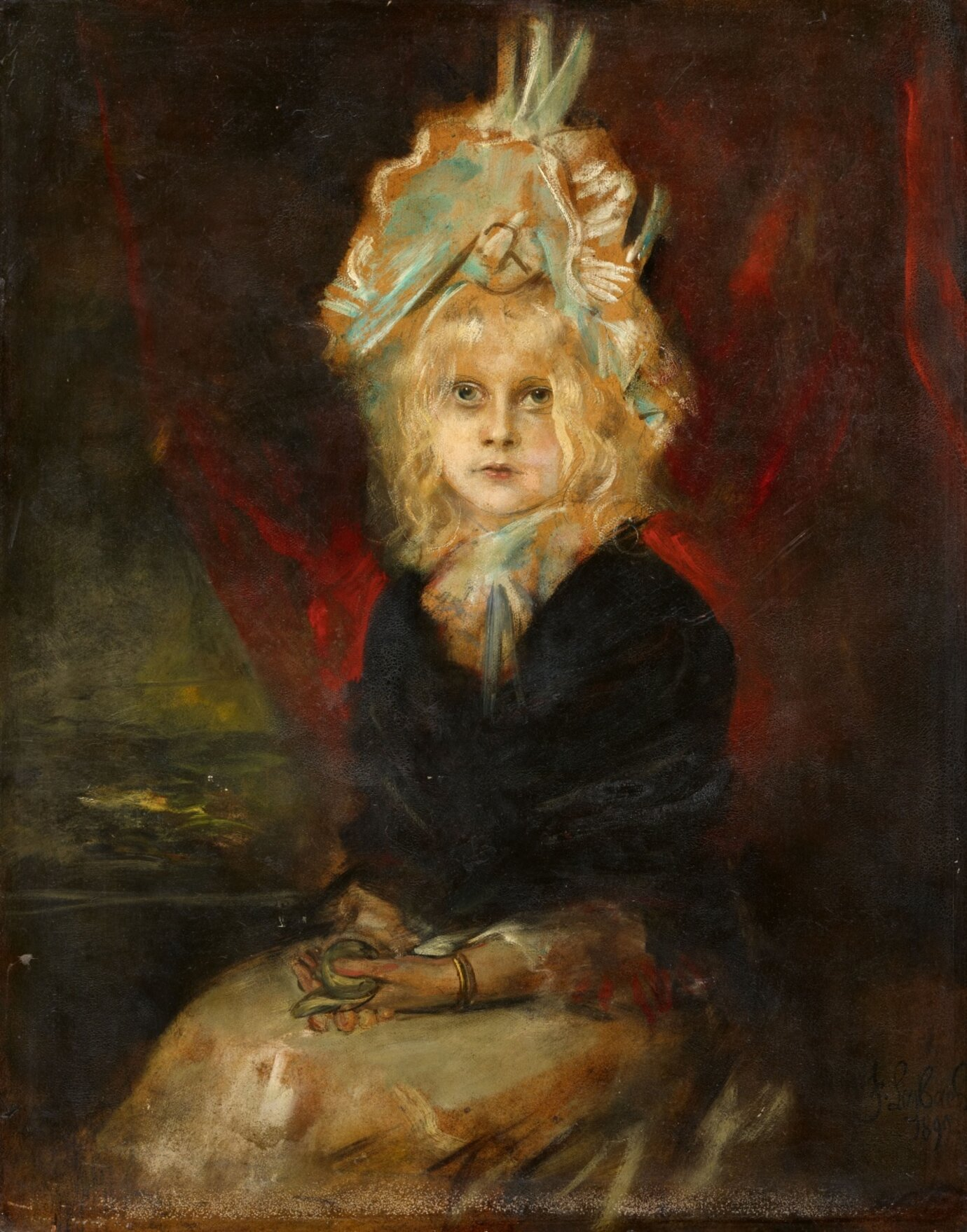
Portret Marion Lenbach, 1899